# Сеничкин (Волгоградская область)
Сеничкин — хутор в составе городского округа город Михайловка Волгоградской области.
Население — 265 (2010)

## История
Хутор относился к юрту станицы Скуришенской Усть-Медведицкого округа Области Войска Донского. В Списке населенных мест Земли войска Донского по сведениям 1859 года хутор не значится). Согласно Списку населенных мест Области войска Донского по переписи 1873 года на хуторе проживало 222 мужчины и 228 женщин. Согласно переписи населения 1897 года на хуторе проживало 185 мужчин и 180 женщины, из них грамотных: мужчин — 86, женщин — 8.
Согласно алфавитному списку населённых мест Области Войска Донского 1915 года на хуторе имелись хуторское правление, приходское училище, земельный надел составлял 1966 десятин, проживало 342 мужчины и 327 женщины.
В 1928 году хутор был включён в состав Михайловского района Хопёрского округа (округ упразднён в 1930 году) Нижне-Волжского края (с 1934 года — Сталинградского края). В 1935 году в составе края был образован Калининский район, Катасоновский сельсовет был передан в его состав (с 1936 года район — в составе Сталинградской области). В соответствии с постановлением Президиума ВЦИК от 05 июля 1937 года Сеничкинский сельсовет был передан в состав Михайловского района. Решением Сталинградского облисполкома от 15 июля 1959 года № 16/346 §37 Сеничкинский сельсовет был упразднен, с передачей его территории в состав Катасоновского сельсовета.
В 2012 году хутор был включён в состав городского округа город Михайловка

## География
Хутор расположен в степи, в пределах Хопёрско-Бузулукской равнины. Высота центра населённого пункта около 145 метров над уровнем моря. Рельеф местности холмисто-равнинный. Почвы — чернозёмы южные.
Южнее хутора начинается река Чаплыжная.
По автомобильным дорогам расстояние до административного центра городского округа города Михайловки — 28 км, до областного центра города Волгограда — 210 км.
Климат
Климат умеренный континентальный (согласно классификации климатов Кёппена — Dfa). Многолетняя норма осадков — 431 мм. Наибольшее количество осадков выпадает в июне — 51 мм, наименьшее в феврале - 23 мм. Среднегодовая температура положительная и составляет + 6,9 °С, средняя температура самого холодного месяца января −8,9 °С, самого жаркого месяца июля +22,0 °С
Часовой пояс
Сеничкин, как и вся Волгоградская область, находится в часовой зоне МСК (московское время). Смещение применяемого времени относительно UTC составляет +3:00.

## Население
Динамика численности населения по годам:
| 1873 | 1897 | 1915 | 1987 | 2002 |
| ---- | ---- | ---- | ---- | ---- |
| 450  | 365  | 669  | ≈300 | 249  |

| 2010 |
| ---- |
| 265  |